# Iron Fist (film, 1995)
Pour les articles homonymes, voir Under the Gun et Iron Fist.
Iron Fist (Under the Gun) est un film australien réalisé par Matthew George, sorti en 1995.

## Synopsis
Pendant dix ans, Frank Torrance a dû mendier, emprunter et voler pour sauver son night-club de la faillite. Aujourd'hui, Frank compte bien se débarrasser définitivement de cette entreprise endettée et quitter le pays. Mais, c'est sans compter sur l'acharnement de ses créanciers...

## Fiche technique
- Titre : Iron Fist
- Titre original : Under the Gun
- Réalisation : Matthew George
- Scénario : Matthew George
- Production : Devesh Chetty, David Chin, Paul Elliott Currie, Paul Currie, Tom Kuhn, Richard Norton, Anthony Sheppard et Fred Weintraub
- Société de production : Villaroja Pictures
- Musique : Frank Strangio
- Photographie : Dan Burstall
- Montage : Gary Woodyard
- Décors : Ralph Moser
- Costumes : Martine Simmonds
- Pays d'origine : Australie
- Format : Couleurs - 1,85:1 - Dolby Digital - 35 mm
- Genre : Action
- Durée : 90 minutes
- Date de sortie : 26 décembre 1995 (États-Unis)

## Distribution
- Richard Norton : Frank Torrence
- Kathy Long : Lisa Kruse
- Jane Badler : Sandy Torrence
- Peter Lindsey : Harry Hardaway
- Robert Bruce : le détective Dexter
- David Serafin : Tom Crenshaw
- Ron Vreeken : Kato
- Tino Ceberano : Lau
- Adam Haddrick : Minder
- Sam Greco : Dave 'The Stealth Bomha'
- Roland Dantes : Lee
- Eng Aun Khor : Linpow
- Rachel Lucas : Louise
- Alberto Vila : Eduardo Carobelli
- Alan King : Carl Carobelli

## Autour du film
- Le tournage s'est déroulé à Melbourne.